# حكاية الروحي العجيبة
حكاية الروحي العجيبة هي الرواية السادسة التي كتبها بينجامين دزرائيلي، الذي أصبح لاحقًا رئيس وزراء بريطانيا. نُشرت الرواية لأول مرة عام 1833، ثم أعيد نشرها في "طبعة جديدة" عام 1834، تلتها طبعة منقحة بشكل كبير عام 1846 بعنوان الروحي: رواية رومانسية وأخيرًا نُشرت طبعة أخرى عام 1871. تدور القصة حول سيرة حياة داود الروحي. و تتميز بتجسيدها "للطموح المثالي" لدى دزرائيلي، كما أنها تعد روايته الوحيدة التي تعالج موضوعًا يهوديًا بشكل مركزي. وصفها المؤرخ سيسيل روث بأنها "ربما تكون أقدم رواية تاريخية يهودية"، بينما رأى آدم كيرش بأنها "نص صهيوني أولي مهم". كما اعتبرها فيليب ريف  بأنها "واحدة من أقدم الخطب الصهيونية المقدمة في الأدب الغربي على الأرجح".

## الاستقبال النقدي والشعبي
كانت رواية الروحي مربحة بشكل معقول بالنسبة لمؤلفها، الذي حصل على مبلغ مقدم قدره 300 جنيه إسترليني من ناشريها، مما مكنه من سداد دين لمالك منزل والده. 
ومع ذلك، فإن المراجعات الموجهة للرواية كانت في معظمها إدانة. قال دزرائيلي نفسه أن الفصل الأول كان له نفس المعنى إذا قرأه المرء من الخلف، وكتب كاتب سيرته الذاتية روبرت بليك، "إن معظم النقاد المعاصرين يرون أن الرواية مكتوبة بأسلوب شعري نثري مؤسف وربما تكون أكثر رواياته الرومانسية غير القابلة للقراءة".
يقول تشارلز سي نيكرسون، في وصفه للرواية بأنها فشل مثير للاهتمام، إنها "مليئة بالهذيان المروع" و"بعض الاحتمالات الممتعة"، ولديها "نوع من الإسراف الحازم والخالي من روح الدعابة".
ومع ذلك، أشاد إيلي كافون بالرواية، قائلاً إن دزرائيلي "أعاد اكتشاف الأسطورة وأعطاها حياة جديدة باعتبارها ملحمة صهيونية أولية ملهمة ورومانسية عن رجل من شأنه أن يشعل خيال شعب".
بالنسبة لطلاب السياسة، فإن الرواية مهمة لأنها تصور "الطموح المثالي" لمؤلفها ولأنها الرواية الوحيدة التي كتبها دزرائيلي، الذي ولد يهوديًا ثم عمد في كنيسة إنجلترا، والتي تتناول "موضوعًا عبريًا مميزًا". افترض فيليب جودالا، في مقدمة طبعة برادنهام لعام 1927 من الرواية، أنه "ليس من السهل تصديق أن دزرائيلي لعب يومًا، حتى في خياله، دور البطل اليهودي".